# Arethusa (lớp tàu tuần dương) (1934)
Lớp tàu tuần dương Arethusa là một lớp bốn tàu tuần dương hạng nhẹ được chế tạo cho Hải quân Hoàng gia Anh Quốc từ năm 1933 đến năm 1937, và đã phục vụ trong Chiến tranh Thế giới thứ hai. Kế hoạch dự định chế tạo tổng cộng sáu chiếc, nhưng hai chiếc cuối cùng Polyphemus và Minotaur, được đặt hàng năm 1934, lại chế tạo như những chiếc lớp Town tải trọng 9.100 tấn Southampton và Newcastle

## Thiết kế
Arethusa là một phiên bản nhỏ hơn của lớp phụ Amphion thuộc lớp tàu tuần dương Leander dẫn trước, có cùng cách sắp xếp động cơ và cấu hình hai ống khói. Thiết kế này được đánh giá là yêu cầu tối thiểu dành cho một tàu "tuần dương tuyến đường biển thương mại" đối phó lại mối đe dọa của tàu tuần dương phụ trợ, vốn ngay cả với dàn vũ khí giới hạn, vẫn có được ưu thế vượt trội. Chúng cũng được xem là có khả năng hoạt động như một tàu tuần dương hạm đội (một điều may mắn, vì cuối cùng chúng hầu như chỉ hoạt động cùng hạm đội). Vì vậy, người ta không chấp nhận việc giảm tốc độ (tức là động cơ), và việc tiết giảm được thực hiện với vũ khí, kích cỡ và sự bảo vệ. Lớp Arethusa loại bỏ tháp pháo 'X', ngắn hơn 15 m (50 ft) và nhẹ hơn 1.250 tấn so với lớp Leander. Sơ đồ bảo vệ của nó cũng tương tự như của lớp Leander nhưng nói chung mỏng hơn để tiết kiệm trọng lượng. Vì vậy, trong hạn ngạch về tải trọng được ràng buộc bởi các hiệp ước hải quân đang được áp dụng, sáu chiếc Arethusa có thể chế tạo trong hạn ngạch của năm chiếc Leander. Kết cấu bằng kỹ thuật hàn lần đầu tiên được áp dụng rộng rãi để tiết kiệm trọng lượng, với hơn 250 tấn được cắt giảm so với đặc tính ban đầu.
Chúng được trang bị sáu hải pháo BL 6 inch Mk XXIII (152 mm) trên ba tháp pháo đôi Mk. XXI ở các vị trí 'A', 'B' và 'Y'. Ống phóng ngư lôi ba nòng 21 inch (533 mm) được bố trí ngang ống khói phía sau; việc cắt giảm bề rộng mạn tàu đã làm giảm khoảng trống xoay đưa đến việc loại bỏ một ống so với lớp Leander. Dàn pháo hạng hai gồm bốn hải pháo QF 4 inch Mk V (102 mm) trên bệ nòng đơn HA Mk. III, được điều khiển bởi một bộ kiểm soát hỏa lực HACS trên cầu tàu. Hầm đạn 4 inch được giữ lại vị trí cũ như trên lớp Leander khá xa về phía trước, nhưng chính các khẩu pháo được đặt lui về phía sau. Kết quả là, đạn pháo và thuốc phóng 4 inch phải được vận chuyển 60 m (200 ft) dọc theo con tàu để đến các khẩu pháo. Riêng trên Penelope và Aurora, tám khẩu hải pháo QF 4 inch Mk XVI (102 mm) trên bốn bệ HA/LA Mark XIX nòng đôi thay thế cho các khẩu nòng đơn, và một bộ kiểm soát hỏa lực HACS thứ hai được bổ sung phía sau. Một mái che dành cho pháo thủ được bổ sung giữa mỗi cặp pháo, vì người ta nhận thấy trong thời chiến pháo thủ trải qua phần lớn thời gian trực chiến sẽ nhanh chóng mệt mỏi tại các bệ pháo mở. Galatea cũng được thay đổi tương tự trước khi chiến tranh nổ ra. Vũ khí hạng nhẹ bao gồm tám súng máy Vickers 0,5 inch trên hai bệ bốn nòng.
Một máy phóng bệ xoay dành cho một thủy phi cơ và một cần cẩu được trang bị giữa các ống khói. Nó được dự định mang thêm một máy bay thứ hai phía đuôi tàu, nhưng cuối cùng chưa bao giờ thực hiện. Aurora được hoàn tất mà không có thiết bị dành cho máy bay, thay vào đó là một sàn thượng tầng để phục vụ như soái hạm.

## Cải tiến
Aurora được bổ sung một bệ phóng rocket UP (Unrotated Projectile) và tám hải pháo QF 2 pounder Mark VIII trên hai bệ Mark VII bốn nòng vào mùa Hè năm 1940. Radar Kiểu 284 dành cho hệ thống điều khiển hỏa lực dàn pháo chính để đo tầm xa và phương vị, và radar cảnh báo không trung Kiểu 280 trên cột ăn-ten chính được bổ sung vào tháng 4 năm 1941. Đến tháng 8 cùng năm, nó được trang bị sáu khẩu pháo phòng không Oerlikon 20 mm nòng đơn và hai súng máy 0,5 inch bốn nòng. Năm 1943 nó được bổ sung radar Kiểu 282 cho dàn phòng không 2 pounder "pom-pom".
Galatea có thêm các tấm chắn được bổ sung giữa tàu để giảm ướt nước và bảo vệ những chiếc xuồng. Nó được tháo dỡ máy phóng trong một đợt tái trang bị từ tháng 10 năm 1940 đến tháng 1 năm 1941, đồng thời được bổ sung hai khẩu 2 pounder bốn nòng và tám khẩu Oerlikon 20 mm nòng đơn cùng radar cảnh báo không trung Kiểu 279 trên cột ăn-ten chính.
Arethusa được bổ sung hai khẩu 2 pounder bốn nòng và tháo dỡ máy phóng vào tháng 4 năm 1941. Cuối năm đó, hai bệ phóng UP và bốn khẩu Oerlikon 20 mm nòng đơn được bổ sung. Dàn UP bị tháo dỡ vào mùa Xuân năm 1942, cũng như các khẩu 4 inch nòng đơn (thay thế bằng các khẩu nòng đôi trên các tàu chị em) và có thêm bốn khẩu Oerlikon 20 mm được tăng cường; radar cảnh báo trên không Kiểu 286 được tháo dỡ, thay bằng radar chỉ định mục tiêu bước sóng centimet Kiểu 273, radar cảnh báo trên không Kiểu 281, Kiểu 282 dành cho dàn pháo 2-pounder, Kiểu 284 trên hệ thống điều khiển hỏa lực dàn pháo chính, và radar Kiểu 285 cho pháo phòng không. Thêm ba khẩu Oerlikon 20 mm được bổ sung vào tháng 10 năm 1942. Trong khi được sửa chữa tại Hoa Kỳ từ tháng 3 đến tháng 12 năm 1943, kiểu pháo 2-pounder được thay thế bằng pháo Bofors 40 mm bốn nòng trên các bệ Mark II, ba khẩu Oerlikon 20 mm nòng đơn được thay bằng bốn khẩu đội ǹng đôi vận hành bằng điện trên các bệ Mark V và radar được hiện đại hóa.
Penelope cũng được tháo dỡ máy phóng và bổ sung hai khẩu 2 pounder bốn nòng trong giai đoạn tháng 8 năm 1940-tháng 7 năm 1941. Bốn khẩu Oerlikon 20 mm nòng đơn được bổ sung vào cuối năm 1941, và thêm bốn khẩu nữa vào mùa Hè năm 1942.
Vào cuối chiến tranh, những chiếc còn sống sót có khoảng 700 tấn thiết bị được bổ sung.

## Lịch sử hoạt động
Lớp Arethusa đã chứng tỏ được khả năng trong phục vụ, và thiết kế lườn tàu của nó được áp dụng cho lớp tàu tuần dương Dido năm 1937. Tất cả đầu đã tích cực phục vụ trong chiến tranh, đặc biệt là tại Mặt trận Địa Trung Hải và hai chiếc đã bị mất do trúng ngư lôi từ tàu ngầm đối phương trong khi hoạt động gần bờ. Arethusa cũng suýt bị mất vào tháng 11 năm 1942 khi nó trúng ngư lôi ném từ máy bay. Nó bị ngập nước nặng, bốc cháy và hai trong số ba tháp pháo bị loại khỏi vòng chiến; tuy nhiên nó vẫn sống sót và được sửa chữa tại Charleston, Hoa Kỳ.
Sau chiến tranh, Aurora được bán cho Hải quân Trung Hoa dân quốc vào năm 1948, và phục vụ dưới tên gọi Chungkinh. Nó bị Quân giải phóng Trung Quốc chiếm và sử dụng cho đến giữa những năm 1950.

## Những chiếc trong lớp
| Tàu           | Đặt lườn            | Hạ thủy              | Hoạt động            | Số phận |
| Arethusa (26) | 25 tháng 1 năm 1933 | 6 tháng 3 năm 1934   | 21 tháng 5 năm 1935  | Bán để tháo dỡ 1950 |
| Galatea (71)  | 2 tháng 6 năm 1933  | 9 tháng 8 năm 1934   | 3 tháng 9 năm 1935   | Bị tàu ngầm U-boat Đức U-557 đánh chìm ngoài khơi Alexandria, 15 tháng 12 năm 1941                                                                                                |
| Penelope (97) | 30 tháng 5 năm 1934 | 15 tháng 10 năm 1935 | 12 tháng 11 năm 1936 | Bị tàu ngầm U-boat Đức U-410 đánh chìm ngoài khơi Anzio, 18 tháng 2 năm 1944 |
| Aurora (12)   | 23 tháng 7 năm 1935 | 20 tháng 8 năm 1936  | 8 tháng 11 năm 1937  | Chuyển cho Trung Hoa dân quốc như chiếc Chungkinh năm 1948, bị Trung Quốc chiếm như là: Tchoungking (1949), Hsuang Ho (1951), Pei Ching (1951), Kuang Chou (1958); tháo dỡ sau đó |